# 馬尼圖林區
馬尼圖林區（英語：Manitoulin District）是加拿大安大略省北部一個分區，覆蓋休倫湖中的馬尼圖林島及鄰近島嶼，北面隔休倫湖的北湖峽與阿爾戈馬區和薩德伯里區對望，西面隔水與美國密芝根州契皮瓦縣為鄰。馬尼圖林區於1888年脫離阿爾戈馬區而成，行政中心設於戈爾灣。據2011年人口普查所示，馬尼圖林區有13048名居民。馬尼圖林區基本上沒有任何地方行政功能，區內的服務主要由建制鄉鎮政府、地區服務局或直接由省政府提供。

## 轄區
- 戈爾灣鎮（Town of Gore Bay）
- 東北馬尼圖林及群島鎮（Town of Northeastern Manitoulin and the Islands）
- 阿西吉納克鄉（Township of Assiginack）
- 比靈斯鄉（Township of Billings）
- 伯皮及米爾斯鄉（Township of Burpee and Mills）
- 中馬尼圖林鄉（Township of Central Manitoulin）
- 科伯恩島鄉（Township of Cockburn Island）
- 戈登/巴里島鄉（Township of Gordon/Barrie Island）
- 特庫馬鄉（Township of Tehkummah）

區内餘下的非建制地區則統稱為西部分（West Part）。

## 外部連結
- 维基共享资源上的相關多媒體資源：馬尼圖林區